# Casey Phair
Casey Yu-Jin Phair ( en coreano: 케이시 유진 페어, 29 de junio de 2007) es un futbolista de la asociación profesional de Corea del Sur, con sede en los Estados Unidos. Es la primera futbolista multirracial nombrada para el equipo nacional de fútbol femenino de Corea del Sur. 
A los 16 años y 26 días, se convirtió en la jugadora más joven en aparecer en una Copa Mundial Femenina de la FIFA cuando ingresó al partido de Corea del Sur contra Colombia en la Copa Mundial Femenina de la FIFA 2023 el 25 de julio de 2023. 

## Biografía
Nació en Corea del Sur de padre estadounidense y madre surcoreana.    Su familia se mudó a los Estados Unidos cuando ella tenía un mes.  Vive en Warren Township, Nueva Jersey, juega fútbol para la Escuela Pingry y entrena en la Players Development Academy (PDA) en Nueva Jersey.   
Phair jugó para la selección sub-17 de Corea del Sur antes de ser convocada a la selección absoluta para la Copa Mundial Femenina de la FIFA 2023 .  Ayudó a la selección sub-17 a clasificarse para la Copa Asiática Femenina Sub-17 de la AFC de 2024, anotando dos goles contra la selección femenina de fútbol sub-17 de Tayikistán y tres goles contra Hong Kong . 
En la Copa Mundial Femenina de la FIFA 2023, Phair se convirtió en la jugadora más joven en aparecer en una Copa del Mundo a la edad de 16 años y 26 días, y entró como suplente en el partido inaugural de Corea del Sur contra Colombia . La distinción la ostentaba anteriormente Ifeanyi Chiejine . 